# Trolltjärnen (Degerfors socken, Västerbotten, 715630-168039)
Trolltjärnen är en sjö i Vindelns kommun i Västerbotten och ingår i Umeälvens huvudavrinningsområde.